# Großsteingräber bei Harlingen
Die Großsteingräber bei Harlingen sind zwei megalithische Grabanlagen der jungsteinzeitlichen Trichterbecherkultur nahe dem zu Hitzacker (Elbe) gehörenden Ortsteil Harlingen im Landkreis Lüchow-Dannenberg (Niedersachsen). Grab 1 trägt die Sprockhoff-Nummer 727, Grab 2 die Nummer 726.

## Lage
Die beiden Gräber liegen etwa 1,5 km westlich von Harlingen im Forst Posade. Grab 2 liegt gut 200 m nördlich von Grab 1. Knapp 1 km nördlich der beiden Anlagen befinden sich die Hünenbetten von Wietzetze.

## Beschreibung

### Grab 1
Das Grab befindet sich in sehr schlechtem Zustand und besitzt ein nur noch auf einer Länge von 6 m erhaltenes, nord-südlich orientiertes Hünenbett. Südlich an den erhaltenen Teil schließt sich eine Vertiefung an. Von den Umfassungssteinen sind noch vier an der Ost- und fünf an der Westseite erhalten. Bis auf zwei stehen alle noch in situ. Das Hünenbett birgt die Reste einer Grabkammer, von der noch vier Wandsteine erhalten sind. Der nördliche Abschlussstein sowie die beiden anschließenden Steine der westlichen Langseite stehen noch in situ.

### Grab 2

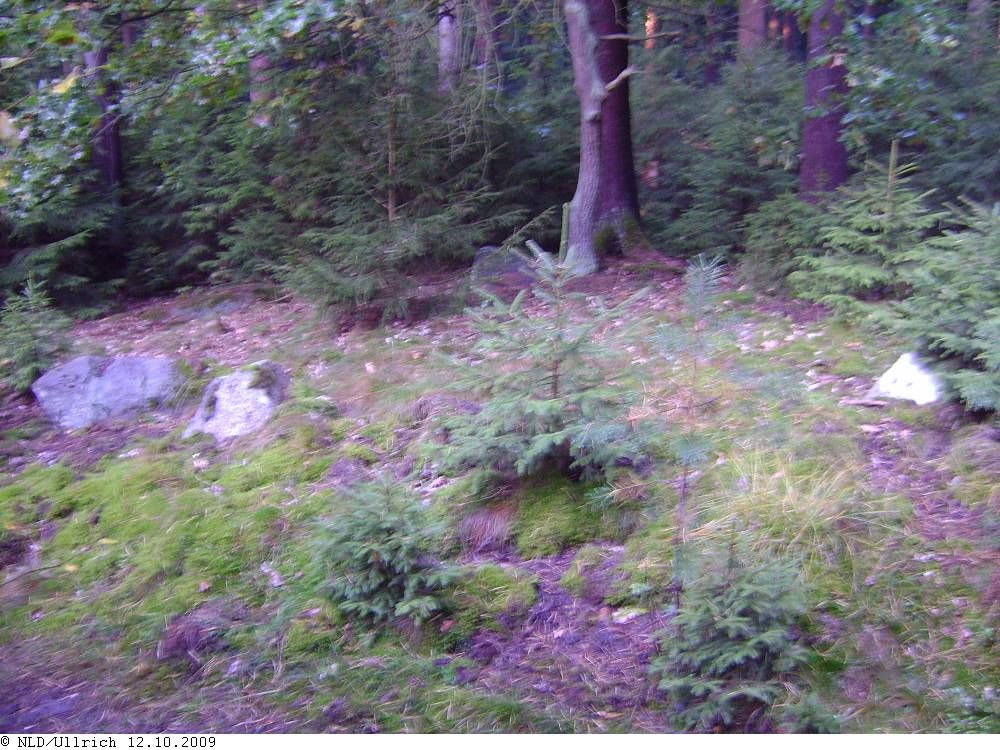
Grab 2

Diese Anlage ist noch schlechter erhalten als Grab 1. Sie besitzt ein nordwest-südöstlich orientiertes Hünenbett mit einer Länge von etwa 12 bis 15 m. Von der Umfassung sind noch fünf Steine erhalten, von denen drei die nicht mehr in situ stehende die südöstliche Schmalseite markieren. Zwei weitere Steine gehören zur nordöstlichen Langseite. Nur einer von ihnen steht an seiner ursprünglichen Position. Sechs Steine im Inneren des Hünenbetts scheinen zur Grabkammer zu gehören. Nur einer von ihnen, bei dem es sich wohl um den südöstlichen Abschlussstein handelt, steht noch in situ. Die anderen fünf Steine sind nicht mehr sicher zuzuordnen.